# 322
322 (CCCXXII) fue un año común comenzado en lunes del calendario juliano, en vigor en aquella fecha.
En el Imperio romano, el año fue nombrado como el del consulado de Probiano y Juliano, o menos comúnmente, como el 1075 Ab Urbe condita, adquiriendo su denominación como 322 a principios de la Edad Media, al establecerse el anno Domini.

## Acontecimientos
- Valentio se convierte en arzobispo de Tréveris.

## Nacimientos
- Acacio de Beroea, religioso cristiano.

## Fallecimientos
Yang Xianrong